# Scorpion ZS-256
Scorpion ZS-256 je jednou z ruských variant počítače Sinclair ZX Spectrum. Byl uveden v roce 1994. Byl vybaven 256 KB RAM a 5,25" disketovou jednotkou. Používá zjednodušenou variantu Beta Disk Interface pro pouze dvě disketové jednotky. Také obsahuje sériový a paralelní port. Na rozdíl od jiných ruských variant je perfektně kompatibilní s původním ZX Spectrem. Ke stránkování paměti používá kromě portu 32765 také port 8189 (stejný port jako počítač ZX Spectrum +3, ale s odlišným účelem), který je v některých případech kvůli kompatibilitě nutné blokovat.
Scorpion ZS-256 Turbo+ je varianta s procesorem Z80 taktovaným na 7 MHz (může ale běžet i na původních 3,5 MHz), je vybavena 3,5" disketovou jednotkou a pevným diskem. Velikost ROM je 64 KiB - 512 KiB.

## Technické informace (základní verze počítače bez Prof-ROM)
- procesor: Z80A,
- paměť RAM: 256 KiB,
- paměť ROM: 64 KiB.

### Používané porty
| desítkově | šestnáctkově | význam                                                          |
| 254       | FE           | klávesnice, magnetofon, reproduktor, barva okraje, sériový port |
| 8189      | 1FFD         | stránkování paměti                                              |
| 32765     | 7FFD         | stránkování paměti                                              |
| 65501     | FFDD         | paralelní port                                                  |

Scorpion využívá i některé bity portu 254, které u ZX Spectra nejsou použity. Význam jednotlivých bitů hodnoty odeslané na port 254 a čtené z tohoto portu je následující:
|       | 7                      | 6          | 5                   | 4           | 3          | 2             | 1             | 0             |
| čtení | busy paralelního portu | magnetofon | RxD sériového portu | klávesnice  | klávesnice | klávesnice    | klávesnice    | klávesnice    |
| zápis |                        |            |                     | reproduktor | magnetofon | barva borderu | barva borderu | barva borderu |

### Stránkování paměti
Protože procesor Z80 umožňuje adresovat pouze 64 KiB paměti, je celá paměť o velikosti 320 KiB rozdělena na stránky o velikosti 16 KiB, které se připínají do adresového prostoru procesoru. Od adresy 0 do 16383 je připojena jedna ze čtyř stránek paměti ROM nebo stránka č. 0 paměti RAM, od adresy 16384 do 32767 je připojena stránka č. 5 paměti RAM od adresy 32768 do adresy 49151 je připojena stránka č. 2 paměti RAM a ad adresy 49152 do adresy 65535 je možné připojit kteroukoli z šestnácti stránek paměti RAM, včetně stránek č. 2 a č. 5.
|  | 65535 49152 | RAM 0 | RAM 1 | RAM 2 | RAM 3 | RAM 4      | RAM 5 | RAM 6 | RAM 7 | RAM 8 | RAM 9 | RAM 10 | RAM 11 | RAM 12 | RAM 13 | RAM 14 | RAM 15 |
|  | 49151 32768 | RAM 2 |       |       |       |            |       |       |       |       |       |        |        |        |        |        |        |
|  | 32767 16384 | RAM 5 |       |       |       |            |       |       |       |       |       |        |        |        |        |        |        |
|  | 16383 0     | ROM 0 | ROM 1 | ROM M | RAM 0 | TR-DOS ROM |       |       |       |       |       |        |        |        |        |        |        |

Ke stránkování paměti jsou použity porty 32765 a 8189. Význam jednotlivých bitů hodnoty odeslané na port 32765 je následující:
| 7 | 6 | 5                 | 4                 | 3                                           | 2                                                              | 1                                                              | 0                                                              |
|   |   | zákaz stránkování | číslo stránky ROM | videoram: 0 - ve stránce 5 1 - ve stránce 7 | dolní tři bity čísla stránky RAM v adresovém prostoru od 49152 | dolní tři bity čísla stránky RAM v adresovém prostoru od 49152 | dolní tři bity čísla stránky RAM v adresovém prostoru od 49152 |

Význam jednotlivých bitů hodnoty odeslané na port 8189 je následující:
| 7 | 6 | 5                        | 4                                                            | 3                      | 2 | 1                                                                  | 0                                                                  |
|   |   | strobe paralelního portu | nejvyšší bit čísla stránky RAM v adresovém prostoru od 49152 | výstup sériového portu |   | 0 - režim stránkování s ROM 0/1 1 - místo ROM 0/1 se připojí ROM M | 0 - režim stránkování s ROM 0/1 1 - místo ROM 0/1 se připojí RAM 0 |

TR-DOS ROM se připojuje automaticky při skoku na konkrétní adresu v ROM, není možné ji přistránkovat pomocí portu.